# Pyrometrie
Pyrometrie je bezkontaktní měření teploty daného předmětu pomocí měření jeho vlastních emisí a emisivity. Tak se dá pomocí Stefanova–Boltzmannova zákona určit povrchová teplota horkého tělesa, zatímco se měří jím vyzařované záření. Přístroj, který měří teplotu na základě pyrometrie se nazývá pyrometr, také optický pyrometr, pyranometr nebo pyrheliometr.
Emisivita je schopnost předmětu vysílat elektromagnetické záření. Hodnota emisivity se přitom pohybuje v rozsahu od 0 do 1, přičemž hodnoty 1 dosahuje absolutně černé těleso, které veškerou energii vyzáří, zatímco těleso, které nevyzařuje žádnou energii, dosahuje emisivity 0.
Nejvyspělejší pyrometry měří jak emisi, tak i emisivitu objektu, zatímco jiné pyrometry požadují po uživateli zadání emisivity jako vstupní hodnoty (číselníková nebo digitální komunikace).
Pyrometry jsou využívány k různorodým účelům, od monitorování teploty lidského těla až po měření teplot v průmyslových provozech při tavbě kovů a výrobě polovodičů, či měření teploty povrchu Slunce.